# Dvärsätt
Dvärsätt is een plaats in de gemeente Krokom in het landschap Jämtland en de provincie Jämtlands län in Zweden. De plaats heeft 437 inwoners (2005) en een oppervlakte van 36 hectare. De plaats ligt net ten zuiden van de plaats Krokom op de plaats waar de rivier de Indalsälven het meer Storsjön uitloopt. De Europese weg 14 loopt net ten oosten van Dvärsätt, ook ligt de golfclub Krokoms GK in de plaats.